# Villosa vanuxemensis
Villosa vanuxemensis är en musselart som först beskrevs av I. Lea 1838.  Villosa vanuxemensis ingår i släktet Villosa och familjen målarmusslor.

## Underarter
Arten delas in i följande underarter:
- V. v. vanuxemensis
- V. v. umbrans